# Mistrovství světa juniorů v ledním hokeji 2010
Mistrovství světa juniorů v ledním hokeji se na přelomu let 2009 a 2010 konalo v kanadských městech Saskatoon a Regina.

## Stadiony
| Saskatoon                                      |  | Regina                                  |
| ---------------------------------------------- |  | --------------------------------------- |
| Credit Union Centre Kapacita: 15 195 21 zápasů |  | Brandt Centre Kapacita: 6 136 10 zápasů |
|                                                |  | Fotografie stadionu není k dispozici    |

## Hrací formát turnaje
Ve dvou základních skupinách hrálo vždy pět týmů každý s každým. Vítězství se počítalo za tři body, v případě nerozhodného výsledku si oba týmy připsaly bod a následovalo 5 min. prodloužení a samostatné nájezdy. Tato kritéria rozhodla o držiteli bonusového bodu.
Vítězové základních skupin postoupili přímo do semifinále, druhý a třetí tým ze skupiny sehrály čtvrtfinálový zápas. Čtvrté a páté týmy z obou skupin se utkaly ve skupině o udržení, ze které sestoupily dva týmy. Také se hrál zápas o páté a třetí místo, ve kterých se střetli poražení z play-off.
V play-off se v případě nerozhodného výsledku prodlužovalo deset minut, případně následovala trestná střílení.

## Základní skupiny

### Skupina A
| Tým          | Z | V | VP | PP | P | VG | IG | B  |
| ------------ | - | - | -- | -- | - | -- | -- | -- |
| 1. Kanada    | 4 | 3 | 1  | 0  | 0 | 35 | 6  | 11 |
| 2. USA       | 4 | 3 | 0  | 1  | 0 | 26 | 9  | 10 |
| 3. Švýcarsko | 4 | 2 | 0  | 0  | 2 | 11 | 15 | 6  |
| 4. Slovensko | 4 | 1 | 0  | 0  | 3 | 14 | 22 | 3  |
| 5. Lotyšsko  | 4 | 0 | 0  | 0  | 4 | 9  | 43 | 0  |

Zápasy
Všechny časy jsou místní (UTC-6) - pro převedení na SEČ je nutno přičíst 7 hodin.
| 26. prosince 2009 15:00 | Lotyšsko | 0:16 (0:5, 0:6, 0:5) | Kanada | Credit Union Centre Diváků: 12,469 |
|                         | Lotyšsko |                      | Kanada |                                    |

| Souhrn zápasu | Souhrn zápasu | Souhrn zápasu | Souhrn zápasu | Souhrn zápasu |
| ------------- | ------------- | ------------- | --- | ------------- |
|               |               |               | 00:36 Gabriel Bourque 04:22 (PP1) Nazem Kadri 06:39 (PP1) Gabriel Bourque 11:43 Luke Adam 17:52 Patrice Cormier 24:49 Jordan Eberle 29:28 Travis Hamonic 30:26 Nazem Kadri 38:10 (PP1) Brandon Kozun 39:40 (PP1) Jordan Eberle 39:57 Adam Henrique 41:33 Patrice Cormier 44:35 (PP1) Brandon McMillan 49:19 Brandon Kozun 58:28 (PP1) Gabriel Bourque 59:32 Luke Adam |               |

| 26. prosince 2009 19:00 | Slovensko | 3:7 (2:1, 1:4, 0:2) | USA | Credit Union Centre Diváků: 11,318 |
|                         | Slovensko |                     | USA |                                    |

| Souhrn zápasu | Souhrn zápasu                                                 | Souhrn zápasu | Souhrn zápasu | Souhrn zápasu |
| ------------- | ------------------------------------------------------------- | ------------- | --- | ------------- |
|               | Jakub Gašparovič 02:15 Martin Bakoš 05:33 Richard Pánik 33:14 |               | 09:34 John Carlson 22:50 Jeremy Morin 25:39 Derek Stepan 26:36 (PP1) Matt Donovan 33:54 Danny Kristo 40:58 Jordan Schroeder 46:34 Jerry D'Amigo |               |

| 27. prosince 2009 15:00 | USA | 3:0 (0:0, 1:0, 2:0) | Švýcarsko | Credit Union Centre Diváků: 12,853 |
|                         | USA |                     | Švýcarsko |                                    |

| Souhrn zápasu | Souhrn zápasu                                         | Souhrn zápasu | Souhrn zápasu | Souhrn zápasu |
| ------------- | ----------------------------------------------------- | ------------- | ------------- | ------------- |
|               | Chris Kreider 25:57 Matt Donovan 52:35 Aj Jenks 56:36 |               |               |               |

| 27. prosince 2009 19:00 | Slovensko | 8:3 (5:0, 2:2, 1:1) | Lotyšsko | Credit Union Centre Diváků: 12,628 |
|                         | Slovensko |                     | Lotyšsko |                                    |

| Souhrn zápasu | Souhrn zápasu | Souhrn zápasu | Souhrn zápasu                                                          | Souhrn zápasu |
| ------------- | --- | ------------- | ---------------------------------------------------------------------- | ------------- |
|               | Richard Pánik 00:33 Richard Pánik 03:44 Marek Viedenský 05:31 Tomáš Tatar 13:14 Jakub Gašparovič 17:06 Matúš Rais 29:34 Tomáš Tatar 33:00 Radoslav Illo 49:48 |               | 33:27 Miks Lipsbergs 34:21 (PP1) Roberts Bukarts 50:44 Roberts Bukarts |               |

| 28. prosince 2009 15:00 | Kanada | 6:0 (2:0, 3:0, 1:0) | Švýcarsko | Credit Union Centre Diváků: 13,301 |
|                         | Kanada |                     | Švýcarsko |                                    |

| Souhrn zápasu | Souhrn zápasu | Souhrn zápasu | Souhrn zápasu | Souhrn zápasu |
| ------------- | --- | ------------- | ------------- | ------------- |
|               | Brandon McMillan 00:23 Alex Pietrangelo (PP1) 08:14 Nazem Kadri (PP1) 21:06 Jordan Eberle (PP1) 21:26 Brandon McMillan 23:42 Brandon McMillan (PP1) 59:23 |               |               |               |

| 29. prosince 2009 15:00 | Lotyšsko | 1:12 (0:6, 1:1, 0:5) | USA | Credit Union Centre Diváků: 11,494 |
|                         | Lotyšsko |                      | USA |                                    |

| Souhrn zápasu | Souhrn zápasu     | Souhrn zápasu | Souhrn zápasu | Souhrn zápasu |
| ------------- | ----------------- | ------------- | --- | ------------- |
|               | Gvido Kauss 27:00 |               | 02:30 Danny Kristo 09:40 Jason Zucker 11:12 (PP1) Danny Kristo 14:40 (PP1) Aj Jenks 19:02 (PP1) Chris Kreider 19:38 Tyler Johnson 29:38 (PP1) Chris Kreider 41:22 Derek Stepan 47:49 Jason Zucker 49:42 Derek Stepan 58:46 (TS) Chris Kreider 59:30 (PP1) Jeremy Morin |               |

| 29. prosince 2009 19:00 | Kanada | 8:2 (3:0, 4:1, 1:1) | Slovensko | Credit Union Centre Diváků: 13,232 |
|                         | Kanada |                     | Slovensko |                                    |

| Souhrn zápasu | Souhrn zápasu | Souhrn zápasu | Souhrn zápasu                          | Souhrn zápasu |
| ------------- | --- | ------------- | -------------------------------------- | ------------- |
|               | Taylor Hall (PP1) 07:18 Alex Pietrangelo 07:39 Taylor Hall 10:43 Luke Adam 25:08 Ryan Ellis (PP1) 33:20 Taylor Hall 37:41 Brayden Schenn 38:39 Stefan Della Rovere (SH1) 52:41 |               | 37:25 Richard Pánik 53:43 Martin Bakoš |               |

| 30. prosince 2009 15:00 | Švýcarsko | 7:5 (2:3, 1:1, 4:1) | Lotyšsko | Credit Union Centre Diváků: 13,193 |
|                         | Švýcarsko |                     | Lotyšsko |                                    |

| Souhrn zápasu | Souhrn zápasu | Souhrn zápasu | Souhrn zápasu | Souhrn zápasu |
| ------------- | --- | ------------- | --- | ------------- |
|               | Benjamin Antonietti 02:40 Jeffrey Fuglister (PP1) 04:59 Roman Josi 24:26 Nino Niederreiter (PP1) 44:42 Tim Webber 45:26 Ryan McGregor 48:53 Mauro Jorg 54:32 |               | 06:15 Ronalds Kenins 09:24 Ronalds Kenins 10:58 Roberts Bukarts (PP1) 26:29 Ronalds Vigners 54:46 Roberts Bukarts |               |

| 31. prosince 2009 15:00 | Švýcarsko | 4:1 (0:0, 1:0, 3:1) | Slovensko | Credit Union Centre Diváků: 13,177 |
|                         | Švýcarsko |                     | Slovensko |                                    |

| Souhrn zápasu | Souhrn zápasu                                                                                       | Souhrn zápasu | Souhrn zápasu       | Souhrn zápasu |
| ------------- | --------------------------------------------------------------------------------------------------- | ------------- | ------------------- | ------------- |
|               | Nino Niederreiter 27:27 Nino Niederreiter 47:33 Tristan Scherwey (PP1) 56:08 Mauro Jorg (ENG) 57:33 |               | 53:02 Richard Pánik |               |

| 31. prosince 2009 19:00 | USA | 4:5 SN (1:1, 2:1, 1:2 - 0:0, 0:1) | Kanada | Credit Union Centre Diváků: 15,171 |
|                         | USA |                                   | Kanada |                                    |

| Souhrn zápasu | Souhrn zápasu                                                                                    | Souhrn zápasu | Souhrn zápasu | Souhrn zápasu |
| ------------- | ------------------------------------------------------------------------------------------------ | ------------- | --- | ------------- |
|               | Philip McRae (PP1) 03:40 Jordan Schroeder (SH) 27:08 Tyler Johnson (SH) 39:50 Danny Kristo 41:01 |               | 02:03 Stefan Della Rovere 31:15 Jordan Eberle 50:03 Jordan Eberle 55:45 Alex Pietrangelo(SH) 65:00 Brandon Kozun (GWG) |               |

### Skupina B
| Tým         | Z | V | VP | PP | P | VG | IG | B  |
| ----------- | - | - | -- | -- | - | -- | -- | -- |
| 1. Švédsko  | 4 | 4 | 0  | 0  | 0 | 28 | 6  | 12 |
| 2. Rusko    | 4 | 3 | 0  | 0  | 1 | 14 | 8  | 9  |
| 3. Finsko   | 4 | 2 | 0  | 0  | 2 | 15 | 13 | 6  |
| 4. Česko    | 4 | 1 | 0  | 0  | 3 | 13 | 20 | 3  |
| 5. Rakousko | 4 | 0 | 0  | 0  | 4 | 7  | 30 | 0  |

Zápasy
Všechny časy jsou místní (UTC-6) - pro převedení na SEČ je nutno přičíst 7 hodin.
| 26. prosince 2009 13:00 | Česko | 1:10 (0:4, 1:2, 0:4) | Švédsko | Brandt Centre Diváků: 5,191 |
|                         | Česko |                      | Švédsko |                             |

| Souhrn zápasu | Souhrn zápasu  | Souhrn zápasu | Souhrn zápasu | Souhrn zápasu |
| ------------- | -------------- | ------------- | --- | ------------- |
|               | Jan Káňa 25:01 |               | Andre Petersson 07:42 Anton Rodin 15:20 Mattias Tedenby 17:25 Anton Lander 19:05 Magnus Pääjärvi 22:35 Carl Klingberg 25:22 Tim Erixon 40:51 Anton Lander 43:00 Jokob Silfverberg 51:21 Adam Larsson 54:08 |               |

| 26. prosince 2009 17:00 | Rusko | 6:2 (4:1, 1:1, 1:0) | Rakousko | Brandt Centre Diváků: 4,990 |
|                         | Rusko |                     | Rakousko |                             |

| Souhrn zápasu | Souhrn zápasu | Souhrn zápasu | Souhrn zápasu                                 | Souhrn zápasu |
| ------------- | --- | ------------- | --------------------------------------------- | ------------- |
|               | Maxim Trunev 01:58 Maxim Chudinov 14:32 Jevgenij Kuzněcov 18:26 Vladimir Tarasenko 19:54 Jevgenij Kuzněcov 26:20 Kirill Petrov 52:00 |               | Konstantin Komarek 11:38 Nikolaus Hartl 30:50 |               |

| 27. prosince 2009 13:00 | Rakousko | 3:7 (0:2, 3:2, 0:3) | Švédsko | Brandt Centre Diváků: 5,025 |
|                         | Rakousko |                     | Švédsko |                             |

| Souhrn zápasu | Souhrn zápasu                                                                 | Souhrn zápasu | Souhrn zápasu | Souhrn zápasu |
| ------------- | ----------------------------------------------------------------------------- | ------------- | --- | ------------- |
|               | Alexander Pallestrang 26:54 Dominique Heinrich 36:41 Konstantin Komarek 38:13 |               | Jacob Josefson 00:41 Oliver Ekman-Larsson 18:36 Anton Rodin 22:41 Anton Rodin 39:47 Mattias Ekholm 53:33 Andre Petersson 58:12 Oliver Ekman-Larsson 59:22 |               |

| 27. prosince 2009 17:00 | Česko | 3:4 (2:0, 1:1, 0:3) | Finsko | Brandt Centre Diváků: 5,572 |
|                         | Česko |                     | Finsko |                             |

| Souhrn zápasu | Souhrn zápasu                                        | Souhrn zápasu | Souhrn zápasu                                                                   | Souhrn zápasu |
| ------------- | ---------------------------------------------------- | ------------- | ------------------------------------------------------------------------------- | ------------- |
|               | Tomáš Kubalík 12:23 Jan Káňa 16:01 Roman Horák 27:53 |               | Teemu Hartikainen 37:13 Sami Vatanen 43:40 Sami Vatanen 54:46 Joonas Rask 57:48 |               |

| 28. prosince 2009 17:00 | Finsko | 0:2 (0:1, 0:1, 0:0) | Rusko | Brandt Centre Diváků: 5,675 |
|                         | Finsko |                     | Rusko |                             |

| Souhrn zápasu | Souhrn zápasu | Souhrn zápasu | Souhrn zápasu                                     | Souhrn zápasu |
| ------------- | ------------- | ------------- | ------------------------------------------------- | ------------- |
|               |               |               | 06:51 Petr Chochriakov 29:16 (PP1) Nikita Filatov |               |

| 29. prosince 2009 13:00 | Rakousko | 1:7 (1:1 , 0:3 , 0:3) | Česko | Brandt Centre Diváků: 5,334 |
|                         | Rakousko |                       | Česko |                             |

| Souhrn zápasu | Souhrn zápasu            | Souhrn zápasu | Souhrn zápasu | Souhrn zápasu |
| ------------- | ------------------------ | ------------- | --- | ------------- |
|               | Dominique Heinrich 15:38 |               | 14:21 (PP1) Tomáš Knotek 23:27 (PP2) Štěpán Novotný 31:58 (PP1) Vladimír Roth 39:53 (PP1) Andrej Nestrašil 49.40 Tomáš Kubalík 51:40 (PP1) Robert Kousal 56:25 David Ostřížek |               |

| 29. prosince 2009 17:00 | Švédsko | 4:1 (2:0 , 1:1 , 1:0) | Rusko | Brandt Centre Diváků: 6,234 |
|                         | Švédsko |                       | Rusko |                             |

| Souhrn zápasu | Souhrn zápasu                                                                              | Souhrn zápasu | Souhrn zápasu       | Souhrn zápasu |
| ------------- | ------------------------------------------------------------------------------------------ | ------------- | ------------------- | ------------- |
|               | André Petersson 03:32 Magnus Pääjärvi(SH1) 07:24 André Petersson 38:03 Daniel Brodin 45:30 |               | 31:29 Kirill Petrov |               |

| 30. prosince 2009 13:00 | Finsko | 10:1 (5:0 , 3:1 , 2:0) | Rakousko | Brandt Centre Diváků: 5,193 |
|                         | Finsko |                        | Rakousko |                             |

| Souhrn zápasu | Souhrn zápasu | Souhrn zápasu | Souhrn zápasu                  | Souhrn zápasu |
| ------------- | --- | ------------- | ------------------------------ | ------------- |
|               | Joonas Rask 00:58 Jani Lajunen 02:04 Mikael Granlund (PP1) 05:49 Aleksi Laakso (PP1) 07:37 Toni Rajala (PP1) 11:07 Jyri Niemi (PP1) 29:28 Teemu Hartikainen (PP1) 32:17 Jyri Niemi (PP1) 39:39 Matias Sointu (PP1) 50:56 Eero Elo (PP1) 51:31 |               | 35:26 (PP1) Konstantin Komarek |               |

| 31. prosince 2009 13:00 | Švédsko | 7:1 (1:0 , 3:0 , 3:1) | Finsko | Brandt Centre Diváků: 5,145 |
|                         | Švédsko |                       | Finsko |                             |

| Souhrn zápasu | Souhrn zápasu | Souhrn zápasu | Souhrn zápasu           | Souhrn zápasu |
| ------------- | --- | ------------- | ----------------------- | ------------- |
|               | Andre Petersson 16:52 Dennis Rasmussen 25:24 Mattias Tedenby 33:44 Jacob Josefson 39:52 Magnus Pääjärvi 41:13 Jacob Josefson 52:53 Marcus Johansson 58:54 |               | 42:38 Teemu Hartikainen |               |

| 31. prosince 2009 17:00 | Rusko | 5:2 (1:0 , 1:1 , 3:1) | Česko | Brandt Centre Diváků: 5,293 |
|                         | Rusko |                       | Česko |                             |

| Souhrn zápasu | Souhrn zápasu | Souhrn zápasu | Souhrn zápasu                             | Souhrn zápasu |
| ------------- | --- | ------------- | ----------------------------------------- | ------------- |
|               | Vladimir Tarasenko (PP1) 06:46 Kirill Petrov 32:01 Vladimir Tarasenko 54:53 Maxim Chudinov 58:48 Alexandr Burmistrov 59:19 |               | 36:30 (PP1) Jan Káňa 54:01 Štěpán Novotný |               |

## Skupina o udržení
| Tým          | Z | V | VP | PP | P | VG | IG | B |
| ------------ | - | - | -- | -- | - | -- | -- | - |
| 7. Česko     | 3 | 3 | 0  | 0  | 0 | 22 | 5  | 9 |
| 8. Slovensko | 3 | 2 | 0  | 0  | 1 | 13 | 10 | 6 |
| 9. Lotyšsko  | 3 | 1 | 0  | 0  | 2 | 11 | 22 | 3 |
| 10. Rakousko | 3 | 0 | 0  | 0  | 3 | 7  | 16 | 0 |

Poznámka: Zápasy  Rakousko 1:7  Česko a  Slovensko 8:3  Lotyšsko se započítávaly ze základní skupiny.
Zápasy
Všechny časy jsou místní (UTC-6) - pro převedení na SEČ je nutno přičíst 7 hodin.
| 2. ledna 2010 12:00 | Slovensko | 3:2 ( 2:0 , 0:2 , 1:0 ) | Rakousko | Credit Union Centre Diváků: 8,634 |
|                     | Slovensko |                         | Rakousko |                                   |

| Souhrn zápasu | Souhrn zápasu                                                          | Souhrn zápasu | Souhrn zápasu                                         | Souhrn zápasu |
| ------------- | ---------------------------------------------------------------------- | ------------- | ----------------------------------------------------- | ------------- |
|               | Tomáš Tatar (PP1) 06:47 Richard Pánik (PP1) 14:34 Andrej Šťastný 40:27 |               | 22:30 Andreas Kristler 33:09 (PP1) Dominique Heinrich |               |

| 3. ledna 2010 12:00 | Česko | 10:2 ( 5:0 , 2:2 , 3:0 ) | Lotyšsko | Credit Union Centre Diváků: 8,294 |
|                     | Česko |                          | Lotyšsko |                                   |

| Souhrn zápasu | Souhrn zápasu | Souhrn zápasu | Souhrn zápasu                                   | Souhrn zápasu |
| ------------- | --- | ------------- | ----------------------------------------------- | ------------- |
|               | Tomáš Knotek 02:29 David Ostřížek 03:31 Štěpán Novotný (PP1) 14:44 Michael Poletín 18:50 Jan Káňa 19:25 Tomáš Knotek 25:45 Robert Kousal (SH1) 38:18 Jakub Jeřábek (PP1) 43:08 Tomáš Kubalík (PP1) 53:38 |               | 22:57 Raimonds Vilkoits 33:23 Raimonds Vilkoits |               |

| 4. ledna 2010 12:00 | Česko | 5:2 ( 1:1 , 3:1 , 1:0 ) | Slovensko | Credit Union Centre Diváků: 6,221 |
|                     | Česko |                         | Slovensko |                                   |

| Souhrn zápasu | Souhrn zápasu                                                                                       | Souhrn zápasu | Souhrn zápasu                               | Souhrn zápasu |
| ------------- | --------------------------------------------------------------------------------------------------- | ------------- | ------------------------------------------- | ------------- |
|               | Vladimír Roth (PP1) 09:55 Jan Kovář 30:19 Jan Kovář (PP1) 36:45 Tomáš Kubalík 38:12 Jan Kovář 55:44 |               | 07:48 Radoslav Illo 36:08 Samuel Mlynarovič |               |

| 4. ledna 2010 16:00 | Rakousko | 4:6 ( 1:4 , 2:0 , 1:2 ) | Lotyšsko | Credit Union Centre Diváků: 7,238 |
|                     | Rakousko |                         | Lotyšsko |                                   |

| Souhrn zápasu | Souhrn zápasu | Souhrn zápasu | Souhrn zápasu | Souhrn zápasu |
| ------------- | --- | ------------- | --- | ------------- |
|               | Konstantin Komarek (PP1) 7:50 Andreas Kristler (PP1) 21:18 Konstantin Komarek (PP2) 25:36 Markus Unterweger (PP1) 53:28 |               | 6:14 (PP1) Robert Bukarts 12:42 Gunārs Skvorcovs 12:59 Robert Mazins 14:10 Robert Bukarts 48:55 (PP1) Mike Indrasis 51:16 (PP1)Robert Mazins |               |

## Play off
Všechny časy jsou místní (UTC-5) - pro převedení na SEČ je nutno přičíst 7 hodin.

### Čtvrtfinále
| 2. ledna 2010 16:00 | Rusko | 2:3 P ( 0:0 , 2:1 , 0:1 , 0:1 ) | Švýcarsko | Credit Union Centre Diváci: 12,278 |
|                     | Rusko |                                 | Švýcarsko |                                    |

| Souhrn zápasu | Souhrn zápasu                                | Souhrn zápasu | Souhrn zápasu                                                         | Souhrn zápasu |
| ------------- | -------------------------------------------- | ------------- | --------------------------------------------------------------------- | ------------- |
|               | Vladimir Tarasenko 38:44 Kirill Petrov 39:00 |               | 28:25 Michael Loichat 59:27 Nino Niederreiter 69:46 Nino Niederreiter |               |

| 2. ledna 2010 20:00 | USA | 6:2 ( 2:0 , 1:1 , 3:1 ) | Finsko | Credit Union Centre Diváci: 12,701 |
|                     | USA |                         | Finsko |                                    |

| Souhrn zápasu | Souhrn zápasu | Souhrn zápasu | Souhrn zápasu                    | Souhrn zápasu |
| ------------- | --- | ------------- | -------------------------------- | ------------- |
|               | Kyle Palmieri 02:14 Matt Donovan (PP1) 06:34 Jerry D'Amigo 32:51 Chris Kreider 42:05 Jerry D'Amigo (ENG) 59:07 Danny Kristo 59:16 |               | 35:17 Eero Elo 54:31 Joonas Rask |               |

### Semifinále
| 3. ledna 2010 16:00 | Kanada | 6:1 ( 1:0 , 2:1 , 3:0 ) | Švýcarsko | Credit Union Centre Diváci: 13,427 |
|                     | Kanada |                         | Švýcarsko |                                    |

| Souhrn zápasu | Souhrn zápasu | Souhrn zápasu | Souhrn zápasu          | Souhrn zápasu |
| ------------- | --- | ------------- | ---------------------- | ------------- |
|               | Jordan Eberle (PP1) 03:48 Marco Scandella (SH1) 27:26 Taylor Hall 29:11 Brayden Schenn 42:58 Stefan Della Rovere 56:40 Taylor Hall 57:09 |               | Mauro Jorg (PP1) 32:27 |               |

| 3. ledna 2010 20:00 | Švédsko | 2:5 ( 0:1 , 2:1 , 0:3 ) | USA | Credit Union Centre Diváci: 12,137 |
|                     | Švédsko |                         | USA |                                    |

| Souhrn zápasu | Souhrn zápasu                         | Souhrn zápasu | Souhrn zápasu                                                                                            | Souhrn zápasu |
| ------------- | ------------------------------------- | ------------- | --- | ------------- |
|               | Anton Lander 24:17 Anton Lander 32:17 |               | 1:24 Tyler Johnson 35:06 Jerry D'Amigo 52:34 John Carlson 55:32 (SH1) Jerry D'Amigo 59:05 (ENG) AJ Jenks |               |

### O 5. místo
| 4. ledna 2010 20:00 | Rusko | 3:4 ( 2:1 , 0:1 , 1:2 ) | Finsko | Credit Union Centre Diváci: 11,214 |
|                     | Rusko |                         | Finsko |                                    |

| Souhrn zápasu | Souhrn zápasu                                                          | Souhrn zápasu | Souhrn zápasu                                                                                            | Souhrn zápasu |
| ------------- | ---------------------------------------------------------------------- | ------------- | --- | ------------- |
|               | Maxim Trunev 05:36 Alexandr Burmistrov 19:37 Alexandr Burmistrov 51:07 |               | 16:08 (PP1) Teemu Eronen 38:32 (PP1) Pekka Jormakka 46:14 (PP2) Jyri Niemi 54:02 (PP1) Teemu Hartikainen |               |

### O 3. místo
| 5. ledna 2010 15:00 | Švýcarsko | 4:11 ( 5:0 , 5:4 , 1:0 ) | Švédsko | Credit Union Centre Diváci: 12,121 |
|                     | Švýcarsko |                          | Švédsko |                                    |

| Souhrn zápasu | Souhrn zápasu                                                                                                  | Souhrn zápasu | Souhrn zápasu | Souhrn zápasu |
| ------------- | --- | ------------- | --- | ------------- |
|               | Michael Loichat (PP1) 26:30 Dominik Schlumpf (PP1) 35:44 Jeffrey Fuglister 35:55 Nino Neiderreiter (PP2) 37:51 |               | 03:59 Dennis Rasmussen 11:44 Anton Lander 14:32 (PP1) Andre Petersson 18:50 Andre Petersson 19:04 Mattias Tedenby 23:17 Jakob Silfverberg 23:56 Daniel Broden 30:05 (PP1) Jakob Silfverberg 33:50 (PP1) Daniel Broden 38:40 (SH1) Andre Petersson 53:37 (PP1) David Rundblad |               |

### Finále
| 5. ledna 2010 19:00 | Kanada | 5:6 P ( 2:2 , 1:1 , 2:2 , 0:1 ) | USA | Credit Union Centre Diváci: 15,171 |
|                     | Kanada |                                 | USA |                                    |

| Souhrn zápasu | Souhrn zápasu                                                                                    | Souhrn zápasu | Souhrn zápasu | Souhrn zápasu |
| ------------- | ------------------------------------------------------------------------------------------------ | ------------- | --- | ------------- |
|               | Luke Adam 2:40 Greg Nemisz 16:03 Taylor Hall 23:56 Jordan Eberle (PP1) 57:11 Jordan Eberle 58:25 |               | 13:56 Chris Kreider 14:32 Jordan Schroeder 21:03 (PP1) John Carlson 44:12 Jerry D'Amigo 46:23 Derek Stepan 64:31 John Carlson |               |

## Konečné umístění
|     | Tým       |
| --- | --------- |
|     | USA       |
|     | Kanada    |
|     | Švédsko   |
| 4.  | Švýcarsko |
| 5.  | Finsko    |
| 6.  | Rusko     |
| 7.  | Česko     |
| 8.  | Slovensko |
| 9.  | Lotyšsko  |
| 10. | Rakousko  |

Týmy  Lotyšsko a  Rakousko sestoupily do 1. divize na Mistrovství světa juniorů v ledním hokeji 2011.

## Statistiky

### Tabulka produktivity
| Poř. | Hráč              | Stát      | Z | G | A  | B  | +/- | PIM |
| ---- | ----------------- | --------- | - | - | -- | -- | --- | --- |
| 1    | Derek Stepan      | USA       | 7 | 4 | 10 | 14 | +9  | 4   |
| 2    | Jordan Eberle     | Kanada    | 6 | 8 | 5  | 13 | +3  | 4   |
| 3    | Taylor Hall       | Kanada    | 6 | 6 | 6  | 12 | +3  | 0   |
| 4    | Jerry D'Amigo     | USA       | 7 | 6 | 6  | 12 | +7  | 0   |
| 5    | Alex Pietrangelo  | Kanada    | 6 | 3 | 9  | 12 | +9  | 14  |
| 6    | André Petersson   | Švédsko   | 6 | 8 | 3  | 11 | +8  | 4   |
| 7    | Nino Niederreiter | Švýcarsko | 7 | 6 | 4  | 10 | -2  | 10  |
| 8    | Kirill Petrov     | Rusko     | 6 | 4 | 6  | 10 | +7  | 6   |
| 9    | Magnus Pääjärvi   | Švédsko   | 6 | 3 | 7  | 10 | +6  | 2   |
| 9    | Anton Rödin       | Švédsko   | 6 | 3 | 7  | 10 | +4  | 2   |

### Úspěšnost brankářů
| Poř. | Hráč            | Stát      | MIN    | Gob. | %     | Pr.  | SO |
| ---- | --------------- | --------- | ------ | ---- | ----- | ---- | -- |
| 1    | Igor Bobkov     | Rusko     | 343:05 | 14   | 93.00 | 2.45 | 1  |
| 2    | Jacob Markström | Švédsko   | 298:50 | 11   | 92.72 | 2.21 | 0  |
| 3    | Mike Lee        | USA       | 263:56 | 11   | 90.76 | 2.50 | 0  |
| 4    | Jake Allen      | Kanada    | 291:23 | 10   | 90.20 | 2.06 | 2  |
| 5    | Benjamin Conz   | Švýcarsko | 428:10 | 34   | 89.31 | 4.76 | 0  |

### Turnajová ocenění
|                            | Brankář       | Obránce          | Obránce          | Útočníci                            | Útočníci                            | Útočníci                            |
| -------------------------- | ------------- | ---------------- | ---------------- | ----------------------------------- | ----------------------------------- | ----------------------------------- |
| Ceny direktoriátu IIHF     | Benjamin Conz | Alex Pietrangelo | Alex Pietrangelo | Jordan Eberle (Nejužitečnější hráč) | Jordan Eberle (Nejužitečnější hráč) | Jordan Eberle (Nejužitečnější hráč) |
| All-Star Tým (podle médií) | Benjamin Conz | Alex Pietrangelo | John Carlson     | Jordan Eberle                       | Derek Stepan                        | Nino Niederreiter                   |

## Soupisky
| Umístění  | Mužstvo   | Hráči |
| --------- | --------- | --- |
| 1. místo  | USA       | Brankáři: Jack Campbell, Mike Lee Obránci: John Ramage, Matt Donovan, David Warsofski, John Carlson, Brian Lashoff, Cam Fowler, Jake Gardiner Útočníci: Danny Kristo, Philip McRae, Tyler Johnson, Luke Walter, Jason Zucker, Bryan Bourque, Jordan Schroeder, Chris Kreider, Derek Stepan, Aj Jenks, Kyle Palmieri, Jeremy Morin, Jerry D'Amigo Trenér: Dean Blais Asistenti: Tom Ward, Mark Osiecki a Joe Exter                                                  |
| 2. místo  | Kanada    | Brankáři: Jake Allen, Martin Jones Obránci: Jared Cowen, Calvin de Haan, Ryan Ellis, Travis Hamonic, Alex Pietrangelo, Marco Scandella, Colten Teubert Útočníci: Luke Adam, Gabriel Bourque, Jordan Caron, Patrice Cormier, Stefan Della Rovere, Jordan Eberle, Taylor Hall, Adam Henrique, Nazem Kadri, Brandon Kozun, Brandon McMillan, Greg Nemisz, Brayden Schenn Trenér: Willie Desjardins Asistenti: Dave Cameron, Steve Spott, Ron Tugnutt a André Tourigny |
| 3. místo  | Švédsko   | Brankáři: Jacob Markström, Anders Nilsson Obránci: Peter Andersson, Mattias Ekholm, Oliver Ekman-Larsson, Tim Erixon, Lukas Kilström, Adam Larsson, David Rundblad Útočníci: Daniel Brodin, Marcus Johansson, Jacob Josefson, Carl Klingberg, Marcus Krüger, Anton Lander, Martin Lundberg, André Petersson, Magnus Pääjärvi, Dennis Rasmussen, Anton Rödin, Jakob Silfverberg, Mattias Tedenby Trenér: Pär Mårts Asistenti: Peter Sundström a Stefan Ladhe        |
| 4. místo  | Švýcarsko | Brankáři: Benjamin Conz, Matthias Mischler Obránci: Luca Camperchioli, Jannik Fischer, Patrick Geering, Roman Josi, Luca Sbisa, Dominik Schlumpf, Lukas Stoop, Ramón Untersander Útočníci: Benjamin Antonietti, Jeffrey Füglister, Nicolas Gay, Mauro Jörg, Michaël Loichat, Pascal Marolf, Ryan McGregor, Nino Niederreiter, Sven Ryser, Tristan Scherwey, Reto Schäppi, Tim Weber Trenér: Jakob Kölliker Asistent: Alex Reinhard                                 |
| 5. místo  | Rusko     | Brankáři: Igor Bobkov, Ramis Sadikov Obránci: Maxim Chudinov, Anton Klementjev, Dmitrij Kostromitin, Dmitrij Orlov, Nikita Pivcatin, Alexandr Tarasov, Nikita Zajcev Útočníci: Alexandr Burmistrov, Pavel Dedunov, Nikita Filatov, Magomed Gimbatov, Petr Chochrjakov, Maxim Kycin, Vjačeslav Kulemin, Jevgenij Kuzněcov, Kyril Petrov, Vladimir Tarasenko, Ivan Tělegin, Jevgenij Ťimkin, Maxim Trunev Trenér: Vladimir Pljušev Asistent: Michail Vasilev         |
| 6. místo  | Finsko    | Brankáři: Joni Ortio, Petteri Similä Obránci: Teemu Eronen, Tommi Kivistö, Aleksi Laakso, Jyri Niemi, Kristian Näkyvä, Sami Vatanen, Veli-Matti Vittasmäki Útočníci: Eero Elo, Mikael Granlund, Teemu Hartikainen, Jasse Ikonen, Pekka Jormakka, Jani Lajunen, Matias Myttynen, Joonas Nättinen, Iiro Pakarinen, Toni Rajala, Joonas Rask, Jere Sallinen, Matias Sointu Trenér: Hannu Jortikka Asistenti: Raimo Helminen, Lauri Marjamäki a Urpo Ylönen            |
| 7. místo  | Česko     | Brankáři: Pavel Francouz, Jakub Sedláček Obránci: Radko Gudas, Jakub Jeřábek, Michal Jordán, Michal Kempný, Andrej Šustr, Vladimír Roth, Tomáš Voráček Útočníci: Tomáš Doležal, Michal Hlinka, Roman Horák, Jan Káňa, Jan Kovář, Robert Kousal, Tomáš Knotek, Tomáš Kubalík, Andrej Nestrašil, David Ostřížek, Štěpán Novotný, Tomáš Vincour, Michal Poletín Trenér: Jaromír Šindel Asistent: Zdeněk Moták                                                         |
| 8. místo  | Slovensko | Brankáři: Marek Čiliak, Tomáš Halász Obránci: Peter Hraško, Henrich Jaborník, Ivan Jankovič, Martin Marinčin, Matúš Reis, Michal Šiška, Martin Stajnoch Útočníci: Martin Bakoš, Jakub Gašparovič, František Gerhát, Maroš Grošaft, Libor Hudáček, Radoslav Illo, Adam Lapšanský, Samuel Mlynarovič, Richard Pánik, Andrej Šťastný, Tomáš Tatar, Michael Vandas, Marek Viedenský Trenér: Štefan Mikeš Asistent: Miroslav Marcinko                                   |
| 9. místo  | Lotyšsko  | Brankáři: Raimonds Ermics, Janis Kalnins Obránci: Ralfs Freibergs, Rolands Gritans, Alberts Ilisko, Martins Jakovlevs, Karlis Kalvitis, Gvido Kauss, Eriks Sevcenko, Janis Smits Útočníci: Roberts Bukarts, Ronalds Cinks, Miks Indrasis, Ronalds Kenins, Miks Lipsbergs, Roberts Mazins, Arturs Mickevics, Gunārs Skvorcovs, Edgars Ulescenko, Juris Upitisn, Rolands Vigners, Raimonds Vilkoits. Trenér: Andrejs Maticins Asistenti: Eriks Miluns                |
| 10. místo | Rakousko  | Brankáři: Lorenz Hirn, Marco Wieser Obránci: Maximilian Isopp, Florian Mühlstein, Alexander Pallestrang, Fabian Scholz, Stefan Ulmer, Andreas Unterganschnigg, Marco Zorec Útočníci: Nikolaus Hartl, Dominique Heinrich, Fabio Hofer, Pascal Kainz, Konstantin Komarek, Alexander Korner, Andreas Kristler, Patrick Maier, Kevin Puschnik, Markus Pöck, Peter Schneider, Markus Unterweger, Marcel Wolf Trenér: Dieter Werfring Asistent: Anton Walch              |

## 1. divize
Skupina A se hrála od 14. do 20. prosince 2009 ve Francii (Megève a Saint-Gervais-les-Bains), skupina B ve stejném termínu v Polsku (Gdaňsk).

### Skupina A

#### Pořadí
| Tým          | Z | V | VP | PP | P | GS | GI | +/- | B  |
| ------------ | - | - | -- | -- | - | -- | -- | --- | -- |
| 1. Německo   | 5 | 5 | 0  | 0  | 0 | 27 | 3  | 24  | 15 |
| 2. Dánsko    | 5 | 4 | 0  | 0  | 1 | 21 | 9  | 12  | 12 |
| 3. Slovinsko | 5 | 2 | 1  | 0  | 2 | 8  | 12 | -4  | 8  |
| 4. Ukrajina  | 5 | 1 | 0  | 1  | 3 | 15 | 23 | -8  | 4  |
| 5. Japonsko  | 5 | 1 | 0  | 0  | 4 | 9  | 26 | -17 | 3  |
| 6. Francie   | 5 | 1 | 0  | 0  | 4 | 9  | 16 | -7  | 3  |

 Německo postoupilo mezi elitu, zatímco  Francie sestoupila do 2. divize na Mistrovství světa juniorů v ledním hokeji 2011

#### Zápasy
| 14. prosince 2009 | Slovinsko | 0 - 3                 | Dánsko | Saint-Gervais Arena, Saint-Gervais-les-Bains |
| 14:30             | Slovinsko | (0 - 0, 0 - 0, 0 - 3) | Dánsko |                                              |

| Souhrn zápasu Zpráva | Souhrn zápasu Zpráva | Souhrn zápasu Zpráva | Souhrn zápasu Zpráva | Souhrn zápasu Zpráva |
| -------------------- | -------------------- | -------------------- | -------------------- | -------------------- |
|                      |                      |                      |                      |                      |

| 14. prosince 2009 | Ukrajina | 3 - 6                 | Francie | Saint-Gervais Arena, Saint-Gervais-les-Bains |
| 20:00             | Ukrajina | (1 - 1, 2 - 1, 0 - 4) | Francie |                                              |

| Souhrn zápasu Zpráva | Souhrn zápasu Zpráva | Souhrn zápasu Zpráva | Souhrn zápasu Zpráva | Souhrn zápasu Zpráva |
| -------------------- | -------------------- | -------------------- | -------------------- | -------------------- |
|                      |                      |                      |                      |                      |

| 14. prosince 2009 | Japonsko | 0 - 9                 | Německo | Megève Arena, Megève |
| 20:00             | Japonsko | (0 - 4, 0 - 3, 0 - 2) | Německo |                      |

| Souhrn zápasu Zpráva | Souhrn zápasu Zpráva | Souhrn zápasu Zpráva | Souhrn zápasu Zpráva | Souhrn zápasu Zpráva |
| -------------------- | -------------------- | -------------------- | -------------------- | -------------------- |
|                      |                      |                      |                      |                      |

| 15. prosince 2009 | Německo | 6 - 0                 | Slovinsko | Megève Arena, Megève |
| 14:30             | Německo | (1 - 0, 0 - 0, 5 - 0) | Slovinsko |                      |

| Souhrn zápasu Zpráva | Souhrn zápasu Zpráva | Souhrn zápasu Zpráva | Souhrn zápasu Zpráva | Souhrn zápasu Zpráva |
| -------------------- | -------------------- | -------------------- | -------------------- | -------------------- |
|                      |                      |                      |                      |                      |

| 15. prosince 2009 | Francie | 1 - 4                 | Japonsko | Saint-Gervais Arena, Saint-Gervais-les-Bains |
| 20:00             | Francie | (0 - 0, 1 - 2, 0 - 2) | Japonsko |                                              |

| Souhrn zápasu Zpráva | Souhrn zápasu Zpráva | Souhrn zápasu Zpráva | Souhrn zápasu Zpráva | Souhrn zápasu Zpráva |
| -------------------- | -------------------- | -------------------- | -------------------- | -------------------- |
|                      |                      |                      |                      |                      |

| 16. prosince 2009 | Dánsko | 7 - 3                 | Ukrajina | Saint-Gervais Arena, Saint-Gervais-les-Bains |
| 18:00             | Dánsko | (2 - 1, 5 - 1, 0 - 1) | Ukrajina |                                              |

| Souhrn zápasu Zpráva | Souhrn zápasu Zpráva | Souhrn zápasu Zpráva | Souhrn zápasu Zpráva | Souhrn zápasu Zpráva |
| -------------------- | -------------------- | -------------------- | -------------------- | -------------------- |
|                      |                      |                      |                      |                      |

| 17. prosince 2009 | Japonsko | 1 - 4                 | Slovinsko | Megève Arena, Megève |
| 14:30             | Japonsko | (0 - 1, 1 - 0, 0 - 3) | Slovinsko |                      |

| Souhrn zápasu Zpráva | Souhrn zápasu Zpráva | Souhrn zápasu Zpráva | Souhrn zápasu Zpráva | Souhrn zápasu Zpráva |
| -------------------- | -------------------- | -------------------- | -------------------- | -------------------- |
|                      |                      |                      |                      |                      |

| 17. prosince 2009 | Německo | 6 - 2                 | Ukrajina | Saint-Gervais Arena, Saint-Gervais-les-Bains |
| 20:00             | Německo | (2 - 0, 4 - 1, 0 - 1) | Ukrajina |                                              |

| Souhrn zápasu Zpráva | Souhrn zápasu Zpráva | Souhrn zápasu Zpráva | Souhrn zápasu Zpráva | Souhrn zápasu Zpráva |
| -------------------- | -------------------- | -------------------- | -------------------- | -------------------- |
|                      |                      |                      |                      |                      |

| 17. prosince 2009 | Dánsko | 5 - 0                 | Francie | Megève Arena, Megève |
| 20:00             | Dánsko | (4 - 0, 1 - 0, 0 - 0) | Francie |                      |

| Souhrn zápasu Zpráva | Souhrn zápasu Zpráva | Souhrn zápasu Zpráva | Souhrn zápasu Zpráva | Souhrn zápasu Zpráva |
| -------------------- | -------------------- | -------------------- | -------------------- | -------------------- |
|                      |                      |                      |                      |                      |

| 18. prosince 2009 | Francie | 1 - 2                 | Německo | Megève Arena, Megève |
| 20:00             | Francie | (1 - 0, 0 - 0, 0 - 2) | Německo |                      |

| Souhrn zápasu Zpráva | Souhrn zápasu Zpráva | Souhrn zápasu Zpráva | Souhrn zápasu Zpráva | Souhrn zápasu Zpráva |
| -------------------- | -------------------- | -------------------- | -------------------- | -------------------- |
|                      |                      |                      |                      |                      |

| 19. prosince 2009 | Slovinsko | 2 - 1                               | Ukrajina | Saint-Gervais Arena, Saint-Gervais-les-Bains |
| 20:00             | Slovinsko | (0 - 0, 0 - 1, 1 - 0, 0 - 0, 1 - 0) | Ukrajina |                                              |

| Souhrn zápasu Zpráva | Souhrn zápasu Zpráva | Souhrn zápasu Zpráva | Souhrn zápasu Zpráva | Souhrn zápasu Zpráva |
| -------------------- | -------------------- | -------------------- | -------------------- | -------------------- |
|                      |                      |                      |                      |                      |

| 19. prosince 2009 | Dánsko | 6 - 2                 | Japonsko | Megève Arena, Megève |
| 20:00             | Dánsko | (1 - 0, 1 - 0, 4 - 2) | Japonsko |                      |

| Souhrn zápasu Zpráva | Souhrn zápasu Zpráva | Souhrn zápasu Zpráva | Souhrn zápasu Zpráva | Souhrn zápasu Zpráva |
| -------------------- | -------------------- | -------------------- | -------------------- | -------------------- |
|                      |                      |                      |                      |                      |

| 20. prosince 2009 | Ukrajina | 6 - 2                 | Japonsko | Saint-Gervais Arena, Saint-Gervais-les-Bains |
| 14:30             | Ukrajina | (1 - 1, 2 - 1, 3 - 0) | Japonsko |                                              |

| Souhrn zápasu Zpráva | Souhrn zápasu Zpráva | Souhrn zápasu Zpráva | Souhrn zápasu Zpráva | Souhrn zápasu Zpráva |
| -------------------- | -------------------- | -------------------- | -------------------- | -------------------- |
|                      |                      |                      |                      |                      |

| 20. prosince 2009 | Německo | 4 - 0                 | Dánsko | Megève Arena, Megève |
| 16:00             | Německo | (1 - 0, 2 - 0, 1 - 0) | Dánsko |                      |

| Souhrn zápasu Zpráva | Souhrn zápasu Zpráva | Souhrn zápasu Zpráva | Souhrn zápasu Zpráva | Souhrn zápasu Zpráva |
| -------------------- | -------------------- | -------------------- | -------------------- | -------------------- |
|                      |                      |                      |                      |                      |

| 20. prosince 2009 | Francie | 1 - 2                 | Slovinsko | Megève Arena, Megève |
| 20:00             | Francie | (1 - 0, 0 - 1, 0 - 1) | Slovinsko |                      |

| Souhrn zápasu Zpráva | Souhrn zápasu Zpráva | Souhrn zápasu Zpráva | Souhrn zápasu Zpráva | Souhrn zápasu Zpráva |
| -------------------- | -------------------- | -------------------- | -------------------- | -------------------- |
|                      |                      |                      |                      |                      |

### Skupina B

#### Pořadí
| Tým           | Z | V | VP | PP | P | GS | GI | +/- | B  |
| ------------- | - | - | -- | -- | - | -- | -- | --- | -- |
| 1. Norsko     | 5 | 4 | 1  | 0  | 0 | 33 | 8  | 25  | 14 |
| 2. Bělorusko  | 5 | 3 | 0  | 2  | 0 | 30 | 12 | 18  | 11 |
| 3. Itálie     | 5 | 2 | 1  | 0  | 2 | 8  | 8  | 0   | 8  |
| 4. Kazachstán | 5 | 2 | 0  | 0  | 3 | 20 | 16 | 4   | 6  |
| 5. Chorvatsko | 5 | 1 | 0  | 0  | 4 | 14 | 51 | -37 | 3  |
| 6. Polsko     | 5 | 1 | 0  | 0  | 4 | 12 | 22 | -10 | 3  |

 Norsko postoupilo mezi elitu, zatímco  Polsko sestoupilo do 2. divize na Mistrovství světa juniorů v ledním hokeji 2011

#### Zápasy
| 14. prosince 2009 | Itálie | 3 - 2 (SN)                          | Bělorusko | Hala Olivia, Gdaňsk |
| 13:00             | Itálie | (1 - 2, 0 - 0, 1 - 0, 0 - 0, 1 - 0) | Bělorusko |                     |

| Souhrn zápasu Zpráva | Souhrn zápasu Zpráva | Souhrn zápasu Zpráva | Souhrn zápasu Zpráva | Souhrn zápasu Zpráva |
| -------------------- | -------------------- | -------------------- | -------------------- | -------------------- |
|                      |                      |                      |                      |                      |

| 14. prosince 2009 | Chorvatsko | 1 - 10                | Kazachstán | Hala Olivia, Gdaňsk |
| 16:30             | Chorvatsko | (0 - 4, 0 - 2, 1 - 4) | Kazachstán |                     |

| Souhrn zápasu Zpráva | Souhrn zápasu Zpráva | Souhrn zápasu Zpráva | Souhrn zápasu Zpráva | Souhrn zápasu Zpráva |
| -------------------- | -------------------- | -------------------- | -------------------- | -------------------- |
|                      |                      |                      |                      |                      |

| 14. prosince 2009 | Polsko | 2 - 5                 | Norsko | Hala Olivia, Gdaňsk |
| 20:00             | Polsko | (1 - 2, 1 - 1, 0 - 2) | Norsko |                     |

| Souhrn zápasu Zpráva | Souhrn zápasu Zpráva | Souhrn zápasu Zpráva | Souhrn zápasu Zpráva | Souhrn zápasu Zpráva |
| -------------------- | -------------------- | -------------------- | -------------------- | -------------------- |
|                      |                      |                      |                      |                      |

| 15. prosince 2009 | Kazachstán | 1 - 3                 | Itálie | Hala Olivia, Gdaňsk |
| 13:00             | Kazachstán | (1 - 0, 0 - 2, 0 - 1) | Itálie |                     |

| Souhrn zápasu Zpráva | Souhrn zápasu Zpráva | Souhrn zápasu Zpráva | Souhrn zápasu Zpráva | Souhrn zápasu Zpráva |
| -------------------- | -------------------- | -------------------- | -------------------- | -------------------- |
|                      |                      |                      |                      |                      |

| 15. prosince 2009 | Norsko | 18 - 2                | Chorvatsko | Hala Olivia, Gdaňsk |
| 16:30             | Norsko | (6 - 1, 6 - 0, 6 - 1) | Chorvatsko |                     |

| Souhrn zápasu Zpráva | Souhrn zápasu Zpráva | Souhrn zápasu Zpráva | Souhrn zápasu Zpráva | Souhrn zápasu Zpráva |
| -------------------- | -------------------- | -------------------- | -------------------- | -------------------- |
|                      |                      |                      |                      |                      |

| 15. prosince 2009 | Bělorusko | 5 - 1                 | Polsko | Hala Olivia, Gdaňsk |
| 20:00             | Bělorusko | (1 - 1, 1 - 0, 3 - 0) | Polsko |                     |

| Souhrn zápasu Zpráva | Souhrn zápasu Zpráva | Souhrn zápasu Zpráva | Souhrn zápasu Zpráva | Souhrn zápasu Zpráva |
| -------------------- | -------------------- | -------------------- | -------------------- | -------------------- |
|                      |                      |                      |                      |                      |

| 17. prosince 2009 | Bělorusko | 2 - 3 (SN)                          | Norsko | Hala Olivia, Gdaňsk |
| 13:00             | Bělorusko | (1 - 1, 1 - 1, 0 - 0, 0 - 0, 0 - 1) | Norsko |                     |

| Souhrn zápasu Zpráva | Souhrn zápasu Zpráva | Souhrn zápasu Zpráva | Souhrn zápasu Zpráva | Souhrn zápasu Zpráva |
| -------------------- | -------------------- | -------------------- | -------------------- | -------------------- |
|                      |                      |                      |                      |                      |

| 17. prosince 2009 | Chorvatsko | 1 - 2                 | Itálie | Hala Olivia, Gdaňsk |
| 16:30             | Chorvatsko | (0 - 1, 0 - 0, 1 - 1) | Itálie |                     |

| Souhrn zápasu Zpráva | Souhrn zápasu Zpráva | Souhrn zápasu Zpráva | Souhrn zápasu Zpráva | Souhrn zápasu Zpráva |
| -------------------- | -------------------- | -------------------- | -------------------- | -------------------- |
|                      |                      |                      |                      |                      |

| 17. prosince 2009 | Kazachstán | 6 - 3                 | Polsko | Hala Olivia, Gdaňsk |
| 20:00             | Kazachstán | (1 - 1, 2 - 1, 3 - 1) | Polsko |                     |

| Souhrn zápasu Zpráva | Souhrn zápasu Zpráva | Souhrn zápasu Zpráva | Souhrn zápasu Zpráva | Souhrn zápasu Zpráva |
| -------------------- | -------------------- | -------------------- | -------------------- | -------------------- |
|                      |                      |                      |                      |                      |

| 18. prosince 2009 | Bělorusko | 16 - 4                | Chorvatsko | Hala Olivia, Gdaňsk |
| 13:00             | Bělorusko | (7 - 0, 5 - 1, 4 - 3) | Chorvatsko |                     |

| Souhrn zápasu Zpráva | Souhrn zápasu Zpráva | Souhrn zápasu Zpráva | Souhrn zápasu Zpráva | Souhrn zápasu Zpráva |
| -------------------- | -------------------- | -------------------- | -------------------- | -------------------- |
|                      |                      |                      |                      |                      |

| 18. prosince 2009 | Norsko | 4 - 2                 | Kazachstán | Hala Olivia, Gdaňsk |
| 16:30             | Norsko | (2 - 0, 0 - 2, 2 - 0) | Kazachstán |                     |

| Souhrn zápasu Zpráva | Souhrn zápasu Zpráva | Souhrn zápasu Zpráva | Souhrn zápasu Zpráva | Souhrn zápasu Zpráva |
| -------------------- | -------------------- | -------------------- | -------------------- | -------------------- |
|                      |                      |                      |                      |                      |

| 18. prosince 2009 | Itálie | 0 - 1                 | Polsko | Hala Olivia, Gdaňsk |
| 20:00             | Itálie | (0 - 0, 0 - 1, 0 - 0) | Polsko |                     |

| Souhrn zápasu Zpráva | Souhrn zápasu Zpráva | Souhrn zápasu Zpráva | Souhrn zápasu Zpráva | Souhrn zápasu Zpráva |
| -------------------- | -------------------- | -------------------- | -------------------- | -------------------- |
|                      |                      |                      |                      |                      |

| 20. prosince 2009 | Kazachstán | 1 - 5                 | Bělorusko | Hala Olivia, Gdaňsk |
| 13:00             | Kazachstán | (0 - 1, 0 - 3, 1 - 1) | Bělorusko |                     |

| Souhrn zápasu Zpráva | Souhrn zápasu Zpráva | Souhrn zápasu Zpráva | Souhrn zápasu Zpráva | Souhrn zápasu Zpráva |
| -------------------- | -------------------- | -------------------- | -------------------- | -------------------- |
|                      |                      |                      |                      |                      |

| 20. prosince 2009 | Norsko | 3 - 0                 | Itálie | Hala Olivia, Gdaňsk |
| 16:30             | Norsko | (0 - 0, 1 - 0, 2 - 0) | Itálie |                     |

| Souhrn zápasu Zpráva | Souhrn zápasu Zpráva | Souhrn zápasu Zpráva | Souhrn zápasu Zpráva | Souhrn zápasu Zpráva |
| -------------------- | -------------------- | -------------------- | -------------------- | -------------------- |
|                      |                      |                      |                      |                      |

| 20. prosince 2009 | Polsko | 5 - 6                 | Chorvatsko | Hala Olivia, Gdaňsk |
| 20:00             | Polsko | (3 - 2, 1 - 1, 1 - 3) | Chorvatsko |                     |

| Souhrn zápasu Zpráva | Souhrn zápasu Zpráva | Souhrn zápasu Zpráva | Souhrn zápasu Zpráva | Souhrn zápasu Zpráva |
| -------------------- | -------------------- | -------------------- | -------------------- | -------------------- |
|                      |                      |                      |                      |                      |

## 2. divize
Skupina A se hrála od 13. do 19. prosince 2009 v Maďarsku (Debrecín), zatímco skupina B se hrála od 12. do 18. prosince 2009 v Estonsku (Narva).

### Pořadí
| Tým               | Z | V | VP | PP | P | GS | GI | +/- | B  |
| ----------------- | - | - | -- | -- | - | -- | -- | --- | -- |
| 1. Velká Británie | 5 | 3 | 2  | 0  | 0 | 51 | 11 | 40  | 13 |
| 2. Maďarsko       | 5 | 4 | 0  | 1  | 0 | 66 | 8  | 58  | 13 |
| 3. Španělsko      | 5 | 3 | 0  | 1  | 1 | 30 | 17 | 13  | 10 |
| 4. Jižní Korea    | 5 | 2 | 0  | 0  | 3 | 20 | 18 | 2   | 6  |
| 5. Čína           | 5 | 1 | 0  | 0  | 4 | 8  | 48 | -40 | 3  |
| 6. Mexiko         | 5 | 0 | 0  | 0  | 5 | 4  | 77 | -73 | 0  |

 Velká Británie postoupila do 1. divize, zatímco  Mexiko sestoupilo do 3. divize na Mistrovství světa juniorů v ledním hokeji 2011

### Zápasy
| 13. prosince 2009 | Velká Británie | 8 - 0 | Čína | Debreceni Főnix Csarnok, Debrecín |
| 13:00             | Velká Británie |       | Čína |                                   |

| Souhrn zápasu Zpráva | Souhrn zápasu Zpráva | Souhrn zápasu Zpráva | Souhrn zápasu Zpráva | Souhrn zápasu Zpráva |
| -------------------- | -------------------- | -------------------- | -------------------- | -------------------- |
|                      |                      |                      |                      |                      |

| 13. prosince 2009 | Jižní Korea | 12 - 0 | Mexiko | Debreceni Főnix Csarnok, Debrecín |
| 16:30             | Jižní Korea |        | Mexiko |                                   |

| Souhrn zápasu Zpráva | Souhrn zápasu Zpráva | Souhrn zápasu Zpráva | Souhrn zápasu Zpráva | Souhrn zápasu Zpráva |
| -------------------- | -------------------- | -------------------- | -------------------- | -------------------- |
|                      |                      |                      |                      |                      |

| 13. prosince 2009 | Maďarsko | 8 - 2 | Španělsko | Debreceni Főnix Csarnok, Debrecín |
| 20:00             | Maďarsko |       | Španělsko |                                   |

| Souhrn zápasu Zpráva | Souhrn zápasu Zpráva | Souhrn zápasu Zpráva | Souhrn zápasu Zpráva | Souhrn zápasu Zpráva |
| -------------------- | -------------------- | -------------------- | -------------------- | -------------------- |
|                      |                      |                      |                      |                      |

| 14. prosince 2009 | Velká Británie | 7 - 1 | Jižní Korea | Debreceni Főnix Csarnok, Debrecín |
| 13:00             | Velká Británie |       | Jižní Korea |                                   |

| Souhrn zápasu Zpráva | Souhrn zápasu Zpráva | Souhrn zápasu Zpráva | Souhrn zápasu Zpráva | Souhrn zápasu Zpráva |
| -------------------- | -------------------- | -------------------- | -------------------- | -------------------- |
|                      |                      |                      |                      |                      |

| 14. prosince 2009 | Španělsko | 12 - 1 | Čína | Debreceni Főnix Csarnok, Debrecín |
| 16:30             | Španělsko |        | Čína |                                   |

| Souhrn zápasu Zpráva | Souhrn zápasu Zpráva | Souhrn zápasu Zpráva | Souhrn zápasu Zpráva | Souhrn zápasu Zpráva |
| -------------------- | -------------------- | -------------------- | -------------------- | -------------------- |
|                      |                      |                      |                      |                      |

| 14. prosince 2009 | Maďarsko | 28 - 0 | Mexiko | Debreceni Főnix Csarnok, Debrecín |
| 20:00             | Maďarsko |        | Mexiko |                                   |

| Souhrn zápasu Zpráva | Souhrn zápasu Zpráva | Souhrn zápasu Zpráva | Souhrn zápasu Zpráva | Souhrn zápasu Zpráva |
| -------------------- | -------------------- | -------------------- | -------------------- | -------------------- |
|                      |                      |                      |                      |                      |

| 16. prosince 2009 | Čína | 6 - 3 | Mexiko | Debreceni Főnix Csarnok, Debrecín |
| 13:00             | Čína |       | Mexiko |                                   |

| Souhrn zápasu Zpráva | Souhrn zápasu Zpráva | Souhrn zápasu Zpráva | Souhrn zápasu Zpráva | Souhrn zápasu Zpráva |
| -------------------- | -------------------- | -------------------- | -------------------- | -------------------- |
|                      |                      |                      |                      |                      |

| 16. prosince 2009 | Velká Británie | 6 - 5 (PP) | Španělsko | Debreceni Főnix Csarnok, Debrecín |
| 16:30             | Velká Británie |            | Španělsko |                                   |

| Souhrn zápasu Zpráva | Souhrn zápasu Zpráva | Souhrn zápasu Zpráva | Souhrn zápasu Zpráva | Souhrn zápasu Zpráva |
| -------------------- | -------------------- | -------------------- | -------------------- | -------------------- |
|                      |                      |                      |                      |                      |

| 16. prosince 2009 | Jižní Korea | 0 - 6 | Maďarsko | Debreceni Főnix Csarnok, Debrecín |
| 20:00             | Jižní Korea |       | Maďarsko |                                   |

| Souhrn zápasu Zpráva | Souhrn zápasu Zpráva | Souhrn zápasu Zpráva | Souhrn zápasu Zpráva | Souhrn zápasu Zpráva |
| -------------------- | -------------------- | -------------------- | -------------------- | -------------------- |
|                      |                      |                      |                      |                      |

| 18. prosince 2009 | Španělsko | 5 - 2 | Jižní Korea | Debreceni Főnix Csarnok, Debrecín |
| 13:00             | Španělsko |       | Jižní Korea |                                   |

| Souhrn zápasu Zpráva | Souhrn zápasu Zpráva | Souhrn zápasu Zpráva | Souhrn zápasu Zpráva | Souhrn zápasu Zpráva |
| -------------------- | -------------------- | -------------------- | -------------------- | -------------------- |
|                      |                      |                      |                      |                      |

| 18. prosince 2009 | Mexiko | 1 - 25 | Velká Británie | Debreceni Főnix Csarnok, Debrecín |
| 16:30             | Mexiko |        | Velká Británie |                                   |

| Souhrn zápasu Zpráva | Souhrn zápasu Zpráva | Souhrn zápasu Zpráva | Souhrn zápasu Zpráva | Souhrn zápasu Zpráva |
| -------------------- | -------------------- | -------------------- | -------------------- | -------------------- |
|                      |                      |                      |                      |                      |

| 18. prosince 2009 | Čína | 1 - 20 | Maďarsko | Debreceni Főnix Csarnok, Debrecín |
| 20:00             | Čína |        | Maďarsko |                                   |

| Souhrn zápasu Zpráva | Souhrn zápasu Zpráva | Souhrn zápasu Zpráva | Souhrn zápasu Zpráva | Souhrn zápasu Zpráva |
| -------------------- | -------------------- | -------------------- | -------------------- | -------------------- |
|                      |                      |                      |                      |                      |

| 19. prosince 2009 | Mexiko | 0 - 6 | Španělsko | Debreceni Főnix Csarnok, Debrecín |
| 13:00             | Mexiko |       | Španělsko |                                   |

| Souhrn zápasu Zpráva | Souhrn zápasu Zpráva | Souhrn zápasu Zpráva | Souhrn zápasu Zpráva | Souhrn zápasu Zpráva |
| -------------------- | -------------------- | -------------------- | -------------------- | -------------------- |
|                      |                      |                      |                      |                      |

| 19. prosince 2009 | Maďarsko | 4 - 5 (SN) | Velká Británie | Debreceni Főnix Csarnok, Debrecín |
| 16:30             | Maďarsko |            | Velká Británie |                                   |

| Souhrn zápasu Zpráva | Souhrn zápasu Zpráva | Souhrn zápasu Zpráva | Souhrn zápasu Zpráva | Souhrn zápasu Zpráva |
| -------------------- | -------------------- | -------------------- | -------------------- | -------------------- |
|                      |                      |                      |                      |                      |

| 19. prosince 2009 | Jižní Korea | 5 - 0 | Čína | Debreceni Főnix Csarnok, Debrecín |
| 20:00             | Jižní Korea |       | Čína |                                   |

| Souhrn zápasu Zpráva | Souhrn zápasu Zpráva | Souhrn zápasu Zpráva | Souhrn zápasu Zpráva | Souhrn zápasu Zpráva |
| -------------------- | -------------------- | -------------------- | -------------------- | -------------------- |
|                      |                      |                      |                      |                      |

### Pořadí
| Tým           | Z | V | VP | PP | P | GS | GI | +/- | B  |
| ------------- | - | - | -- | -- | - | -- | -- | --- | -- |
| 1. Litva      | 5 | 5 | 0  | 0  | 0 | 34 | 12 | 22  | 15 |
| 2. Nizozemsko | 5 | 4 | 0  | 0  | 1 | 26 | 19 | 7   | 12 |
| 3. Rumunsko   | 5 | 2 | 1  | 0  | 2 | 21 | 21 | 0   | 8  |
| 4. Belgie     | 5 | 1 | 1  | 0  | 3 | 15 | 24 | -9  | 5  |
| 5. Estonsko   | 5 | 0 | 0  | 3  | 2 | 15 | 24 | -9  | 3  |
| 6. Srbsko     | 5 | 0 | 1  | 0  | 4 | 17 | 28 | -11 | 2  |

 Litva postoupila do 1. divize, zatímco  Srbsko sestoupilo do 3. divize na Mistrovství světa juniorů v ledním hokeji 2011

### Zápasy
Všechny časy jsou místní (UTC+2, SEČ+1).
| 12. prosince 2009 | Rumunsko | 5 - 3 | Belgie | Kreenholm Ice Hall, Narva |
| 13:00             | Rumunsko |       | Belgie |                           |

| Souhrn zápasu Zpráva | Souhrn zápasu Zpráva | Souhrn zápasu Zpráva | Souhrn zápasu Zpráva | Souhrn zápasu Zpráva |
| -------------------- | -------------------- | -------------------- | -------------------- | -------------------- |
|                      |                      |                      |                      |                      |

| 12. prosince 2009 | Litva | 5 - 1 | Srbsko | Kreenholm Ice Hall, Narva |
| 16:30             | Litva |       | Srbsko |                           |

| Souhrn zápasu Zpráva | Souhrn zápasu Zpráva | Souhrn zápasu Zpráva | Souhrn zápasu Zpráva | Souhrn zápasu Zpráva |
| -------------------- | -------------------- | -------------------- | -------------------- | -------------------- |
|                      |                      |                      |                      |                      |

| 12. prosince 2009 | Nizozemsko | 5 - 3 | Estonsko | Kreenholm Ice Hall, Narva |
| 20:00             | Nizozemsko |       | Estonsko |                           |

| Souhrn zápasu Zpráva | Souhrn zápasu Zpráva | Souhrn zápasu Zpráva | Souhrn zápasu Zpráva | Souhrn zápasu Zpráva |
| -------------------- | -------------------- | -------------------- | -------------------- | -------------------- |
|                      |                      |                      |                      |                      |

| 13. prosince 2009 | Srbsko | 3 - 5 | Rumunsko | Kreenholm Ice Hall, Narva |
| 13:00             | Srbsko |       | Rumunsko |                           |

| Souhrn zápasu Zpráva | Souhrn zápasu Zpráva | Souhrn zápasu Zpráva | Souhrn zápasu Zpráva | Souhrn zápasu Zpráva |
| -------------------- | -------------------- | -------------------- | -------------------- | -------------------- |
|                      |                      |                      |                      |                      |

| 13. prosince 2009 | Litva | 6 - 1 | Nizozemsko | Kreenholm Ice Hall, Narva |
| 16:30             | Litva |       | Nizozemsko |                           |

| Souhrn zápasu Zpráva | Souhrn zápasu Zpráva | Souhrn zápasu Zpráva | Souhrn zápasu Zpráva | Souhrn zápasu Zpráva |
| -------------------- | -------------------- | -------------------- | -------------------- | -------------------- |
|                      |                      |                      |                      |                      |

| 13. prosince 2009 | Estonsko | 4 - 5 (SN) | Belgie | Kreenholm Ice Hall, Narva |
| 20:00             | Estonsko |            | Belgie |                           |

| Souhrn zápasu Zpráva | Souhrn zápasu Zpráva | Souhrn zápasu Zpráva | Souhrn zápasu Zpráva | Souhrn zápasu Zpráva |
| -------------------- | -------------------- | -------------------- | -------------------- | -------------------- |
|                      |                      |                      |                      |                      |

| 15. prosince 2009 | Litva | 9 - 5 | Rumunsko | Kreenholm Ice Hall, Narva |
| 13:00             | Litva |       | Rumunsko |                           |

| Souhrn zápasu Zpráva | Souhrn zápasu Zpráva | Souhrn zápasu Zpráva | Souhrn zápasu Zpráva | Souhrn zápasu Zpráva |
| -------------------- | -------------------- | -------------------- | -------------------- | -------------------- |
|                      |                      |                      |                      |                      |

| 15. prosince 2009 | Nizozemsko | 5 - 1 | Belgie | Kreenholm Ice Hall, Narva |
| 16:30             | Nizozemsko |       | Belgie |                           |

| Souhrn zápasu Zpráva | Souhrn zápasu Zpráva | Souhrn zápasu Zpráva | Souhrn zápasu Zpráva | Souhrn zápasu Zpráva |
| -------------------- | -------------------- | -------------------- | -------------------- | -------------------- |
|                      |                      |                      |                      |                      |

| 15. prosince 2009 | Estonsko | 4 - 5 (SN) | Srbsko | Kreenholm Ice Hall, Narva |
| 20:00             | Estonsko |            | Srbsko |                           |

| Souhrn zápasu Zpráva | Souhrn zápasu Zpráva | Souhrn zápasu Zpráva | Souhrn zápasu Zpráva | Souhrn zápasu Zpráva |
| -------------------- | -------------------- | -------------------- | -------------------- | -------------------- |
|                      |                      |                      |                      |                      |

| 16. prosince 2009 | Srbsko | 5 - 10 | Nizozemsko | Kreenholm Ice Hall, Narva |
| 13:00             | Srbsko |        | Nizozemsko |                           |

| Souhrn zápasu Zpráva | Souhrn zápasu Zpráva | Souhrn zápasu Zpráva | Souhrn zápasu Zpráva | Souhrn zápasu Zpráva |
| -------------------- | -------------------- | -------------------- | -------------------- | -------------------- |
|                      |                      |                      |                      |                      |

| 16. prosince 2009 | Belgie | 2 - 7 | Litva | Kreenholm Ice Hall, Narva |
| 16:30             | Belgie |       | Litva |                           |

| Souhrn zápasu Zpráva | Souhrn zápasu Zpráva | Souhrn zápasu Zpráva | Souhrn zápasu Zpráva | Souhrn zápasu Zpráva |
| -------------------- | -------------------- | -------------------- | -------------------- | -------------------- |
|                      |                      |                      |                      |                      |

| 16. prosince 2009 | Rumunsko | 2 - 1 (SN) | Estonsko | Kreenholm Ice Hall, Narva |
| 20:00             | Rumunsko |            | Estonsko |                           |

| Souhrn zápasu Zpráva | Souhrn zápasu Zpráva | Souhrn zápasu Zpráva | Souhrn zápasu Zpráva | Souhrn zápasu Zpráva |
| -------------------- | -------------------- | -------------------- | -------------------- | -------------------- |
|                      |                      |                      |                      |                      |

| 18. prosince 2009 | Belgie | 4 - 3 | Srbsko | Kreenholm Ice Hall, Narva |
| 13:00             | Belgie |       | Srbsko |                           |

| Souhrn zápasu Zpráva | Souhrn zápasu Zpráva | Souhrn zápasu Zpráva | Souhrn zápasu Zpráva | Souhrn zápasu Zpráva |
| -------------------- | -------------------- | -------------------- | -------------------- | -------------------- |
|                      |                      |                      |                      |                      |

| 18. prosince 2009 | Nizozemsko | 5 - 4 | Rumunsko | Kreenholm Ice Hall, Narva |
| 16:30             | Nizozemsko |       | Rumunsko |                           |

| Souhrn zápasu Zpráva | Souhrn zápasu Zpráva | Souhrn zápasu Zpráva | Souhrn zápasu Zpráva | Souhrn zápasu Zpráva |
| -------------------- | -------------------- | -------------------- | -------------------- | -------------------- |
|                      |                      |                      |                      |                      |

| 18. prosince 2009 | Estonsko | 3 - 7 | Litva | Kreenholm Ice Hall, Narva |
| 20:00             | Estonsko |       | Litva |                           |

| Souhrn zápasu Zpráva | Souhrn zápasu Zpráva | Souhrn zápasu Zpráva | Souhrn zápasu Zpráva | Souhrn zápasu Zpráva |
| -------------------- | -------------------- | -------------------- | -------------------- | -------------------- |
|                      |                      |                      |                      |                      |

## 3. divize
Třetí divize se hrála v Turecku (Istanbul) od 4. do 10. ledna 2010.

### Herní systém
7 týmů bylo rozděleno do dvou skupin (jedna měla tři a druhá čtyři týmy). Dva nejlepší z každé skupiny postupovali do semifinále, odkud vítězové postupovali do finále a poražení se utkali o 3. místo.
Ostatní týmy pokračovaly takto:
Tým na 5. místě po základní části se utkal s vítězem zápasu o 7. místo, kde 7. místo získal poražený (vítěz postoupil do boje o 5. místo). Poražený v souboji o 5. místo se umístil na 6. místě.
Na Mistrovství světa juniorů v ledním hokeji 2011 (Divize II.) postupují dva nejlepší týmy.

### Základní část

#### Skupina A

##### Pořadí
| Tým            | Z | V | VP | PP | P | GV | GI | +/- | B |
| -------------- | - | - | -- | -- | - | -- | -- | --- | - |
| 1. Austrálie   | 2 | 2 | 0  | 0  | 0 | 16 | 2  | 14  | 6 |
| 2. Nový Zéland | 2 | 1 | 0  | 0  | 1 | 6  | 6  | 0   | 3 |
| 3. Bulharsko   | 2 | 0 | 0  | 0  | 2 | 2  | 16 | -14 | 0 |

 Austrálie a  Nový Zéland postupují do semifinále.

##### Zápasy
| 4. ledna 2010 | Austrálie | 11 - 1 | Bulharsko | Istanbul Arena, Istanbul |
| 13:00         | Austrálie |        | Bulharsko |                          |

| Souhrn zápasu Zpráva | Souhrn zápasu Zpráva | Souhrn zápasu Zpráva | Souhrn zápasu Zpráva | Souhrn zápasu Zpráva |
| -------------------- | -------------------- | -------------------- | -------------------- | -------------------- |
|                      |                      |                      |                      |                      |

| 6. ledna 2010 | Bulharsko | 1 - 5 | Nový Zéland | Istanbul Arena, Istanbul |
| 13:00         | Bulharsko |       | Nový Zéland |                          |

| Souhrn zápasu Zpráva | Souhrn zápasu Zpráva | Souhrn zápasu Zpráva | Souhrn zápasu Zpráva | Souhrn zápasu Zpráva |
| -------------------- | -------------------- | -------------------- | -------------------- | -------------------- |
|                      |                      |                      |                      |                      |

| 7. ledna 2010 | Nový Zéland | 1 - 5 | Austrálie | Istanbul Arena, Istanbul |
| 13:00         | Nový Zéland |       | Austrálie |                          |

| Souhrn zápasu Zpráva | Souhrn zápasu Zpráva | Souhrn zápasu Zpráva | Souhrn zápasu Zpráva | Souhrn zápasu Zpráva |
| -------------------- | -------------------- | -------------------- | -------------------- | -------------------- |
|                      |                      |                      |                      |                      |

#### Skupina B

##### Pořadí
| Tým              | Z | V | VP | PP | P | GS | GI | +/- | B |
| ---------------- | - | - | -- | -- | - | -- | -- | --- | - |
| 1. Island        | 3 | 3 | 0  | 0  | 0 | 25 | 6  | 19  | 9 |
| 2. Severní Korea | 3 | 2 | 0  | 0  | 1 | 18 | 13 | 5   | 6 |
| 3. Tchaj-wan     | 3 | 1 | 0  | 0  | 2 | 12 | 22 | -10 | 3 |
| 4. Turecko       | 3 | 0 | 0  | 0  | 3 | 9  | 23 | -14 | 0 |

 Island a  Severní Korea postupují do semifinále.

##### Zápasy
| 4. ledna 2010 | Island | 11 - 1 | Tchaj-wan | Istanbul Arena, Istanbul |
| 16:30         | Island |        | Tchaj-wan |                          |

| Souhrn zápasu Zpráva | Souhrn zápasu Zpráva | Souhrn zápasu Zpráva | Souhrn zápasu Zpráva | Souhrn zápasu Zpráva |
| -------------------- | -------------------- | -------------------- | -------------------- | -------------------- |
|                      |                      |                      |                      |                      |

| 4. ledna 2010 | Turecko | 3 - 8 | Severní Korea | Istanbul Arena, Istanbul |
| 20:00         | Turecko |       | Severní Korea |                          |

| Souhrn zápasu Zpráva | Souhrn zápasu Zpráva | Souhrn zápasu Zpráva | Souhrn zápasu Zpráva | Souhrn zápasu Zpráva |
| -------------------- | -------------------- | -------------------- | -------------------- | -------------------- |
|                      |                      |                      |                      |                      |

| 6. ledna 2010 | Severní Korea | 3 - 6 | Island | Istanbul Arena, Istanbul |
| 16:30         | Severní Korea |       | Island |                          |

| Souhrn zápasu Zpráva | Souhrn zápasu Zpráva | Souhrn zápasu Zpráva | Souhrn zápasu Zpráva | Souhrn zápasu Zpráva |
| -------------------- | -------------------- | -------------------- | -------------------- | -------------------- |
|                      |                      |                      |                      |                      |

| 6. ledna 2010 | Turecko | 4 - 7 | Tchaj-wan | Istanbul Arena, Istanbul |
| 20:00         | Turecko |       | Tchaj-wan |                          |

| Souhrn zápasu Zpráva | Souhrn zápasu Zpráva | Souhrn zápasu Zpráva | Souhrn zápasu Zpráva | Souhrn zápasu Zpráva |
| -------------------- | -------------------- | -------------------- | -------------------- | -------------------- |
|                      |                      |                      |                      |                      |

| 7. ledna 2010 | Tchaj-wan | 4 - 7 | Severní Korea | Istanbul Arena, Istanbul |
| 16:30         | Tchaj-wan |       | Severní Korea |                          |

| Souhrn zápasu Zpráva | Souhrn zápasu Zpráva | Souhrn zápasu Zpráva | Souhrn zápasu Zpráva | Souhrn zápasu Zpráva |
| -------------------- | -------------------- | -------------------- | -------------------- | -------------------- |
|                      |                      |                      |                      |                      |

| 7. ledna 2010 | Island | 8 - 2 | Turecko | Istanbul Arena, Istanbul |
| 20:00         | Island |       | Turecko |                          |

| Souhrn zápasu Zpráva | Souhrn zápasu Zpráva | Souhrn zápasu Zpráva | Souhrn zápasu Zpráva | Souhrn zápasu Zpráva |
| -------------------- | -------------------- | -------------------- | -------------------- | -------------------- |
|                      |                      |                      |                      |                      |

### Play-off

#### O 7. místo
| 9. ledna 2010 | Bulharsko | 7 - 8 | Turecko | Istanbul Arena, Istanbul |
| 13:00         | Bulharsko |       | Turecko |                          |

| Souhrn zápasu Zpráva | Souhrn zápasu Zpráva | Souhrn zápasu Zpráva | Souhrn zápasu Zpráva | Souhrn zápasu Zpráva |
| -------------------- | -------------------- | -------------------- | -------------------- | -------------------- |
|                      |                      |                      |                      |                      |

 Bulharsko získalo 7. místo.

#### O 5. místo
| 10. ledna 2010 | Tchaj-wan | 6 - 3 | Turecko | Istanbul Arena, Istanbul |
| 13:00          | Tchaj-wan |       | Turecko |                          |

| Souhrn zápasu Zpráva | Souhrn zápasu Zpráva | Souhrn zápasu Zpráva | Souhrn zápasu Zpráva | Souhrn zápasu Zpráva |
| -------------------- | -------------------- | -------------------- | -------------------- | -------------------- |
|                      |                      |                      |                      |                      |

5. místo získal  Tchaj-wan,  Turecko získalo 6. místo.

#### Pavouk
|  | Semifinále | Semifinále    | Semifinále |  |  | Finále      | Finále        | Finále      |
|  |            |               |            |  |  |             |               |             |
|  |            | Austrálie     | 4          |  |  |             |               |             |
|  |            | Severní Korea | 3          |  |  |             |               |             |
|  |            |               |            |  |  |             | Austrálie     | 3           |
|  |            |               |            |  |  |             | Island        | 1           |
|  |            | Island        | 4          |  |  |             |               |             |
|  |            | Nový Zéland   | 0          |  |  | Třetí místo | Třetí místo   | Třetí místo |
|  |            |               |            |  |  |             | Severní Korea | 6           |
|  |            |               |            |  |  |             | Nový Zéland   | 5           |

#### Semifinále
| 9. ledna 2010 | Island | 4 - 0 | Nový Zéland | Istanbul Arena, Istanbul |
| 16:30         | Island |       | Nový Zéland |                          |

| Souhrn zápasu Zpráva | Souhrn zápasu Zpráva | Souhrn zápasu Zpráva | Souhrn zápasu Zpráva | Souhrn zápasu Zpráva |
| -------------------- | -------------------- | -------------------- | -------------------- | -------------------- |
|                      |                      |                      |                      |                      |

| 9. ledna 2010 | Austrálie | 4 - 3 (SN) | Severní Korea | Istanbul Arena, Istanbul |
| 20:00         | Austrálie |            | Severní Korea |                          |

| Souhrn zápasu Zpráva | Souhrn zápasu Zpráva | Souhrn zápasu Zpráva | Souhrn zápasu Zpráva | Souhrn zápasu Zpráva |
| -------------------- | -------------------- | -------------------- | -------------------- | -------------------- |
|                      |                      |                      |                      |                      |

#### O 3. místo
| 10. ledna 2010 | Nový Zéland | 5 - 6 (SN) | Severní Korea | Istanbul Arena, Istanbul |
| 16:30          | Nový Zéland |            | Severní Korea |                          |

| Souhrn zápasu Zpráva | Souhrn zápasu Zpráva | Souhrn zápasu Zpráva | Souhrn zápasu Zpráva | Souhrn zápasu Zpráva |
| -------------------- | -------------------- | -------------------- | -------------------- | -------------------- |
|                      |                      |                      |                      |                      |

#### Finále
| 10. ledna 2010 | Island | 1 - 3 | Austrálie | Istanbul Arena, Istanbul |
| 20:00          | Island |       | Austrálie |                          |

| Souhrn zápasu Zpráva | Souhrn zápasu Zpráva | Souhrn zápasu Zpráva | Souhrn zápasu Zpráva | Souhrn zápasu Zpráva |
| -------------------- | -------------------- | -------------------- | -------------------- | -------------------- |
|                      |                      |                      |                      |                      |

### Konečné pořadí
| Rk.              | Mužstvo       | Soupiska |
| ---------------- | ------------- | -------- |
| Zlatá medaile    | Austrálie     | Soupiska |
| Stříbrná medaile | Island        | Soupiska |
| Bronzová medaile | Severní Korea | Soupiska |
| 4.               | Nový Zéland   | Soupiska |
| 5.               | Tchaj-wan     | Soupiska |
| 6.               | Turecko       | Soupiska |
| 7.               | Bulharsko     | Soupiska |